# Лукреция Борджиа (пьеса)
«Лукре́ция Бо́рджиа» (фр. Lucrèce Borgia) — романтическая драма в прозе французского писателя, поэта и драматурга Виктора Гюго, написанная в 1832-1833 годах. Премьера состоялась в театре «Порт-Сен-Мартен» 2 февраля 1833 года, опубликована пьеса впервые была в 1833 году. На русский язык переведена Андреем Венедиктовичем Фёдоровым.

## История создания и премьера

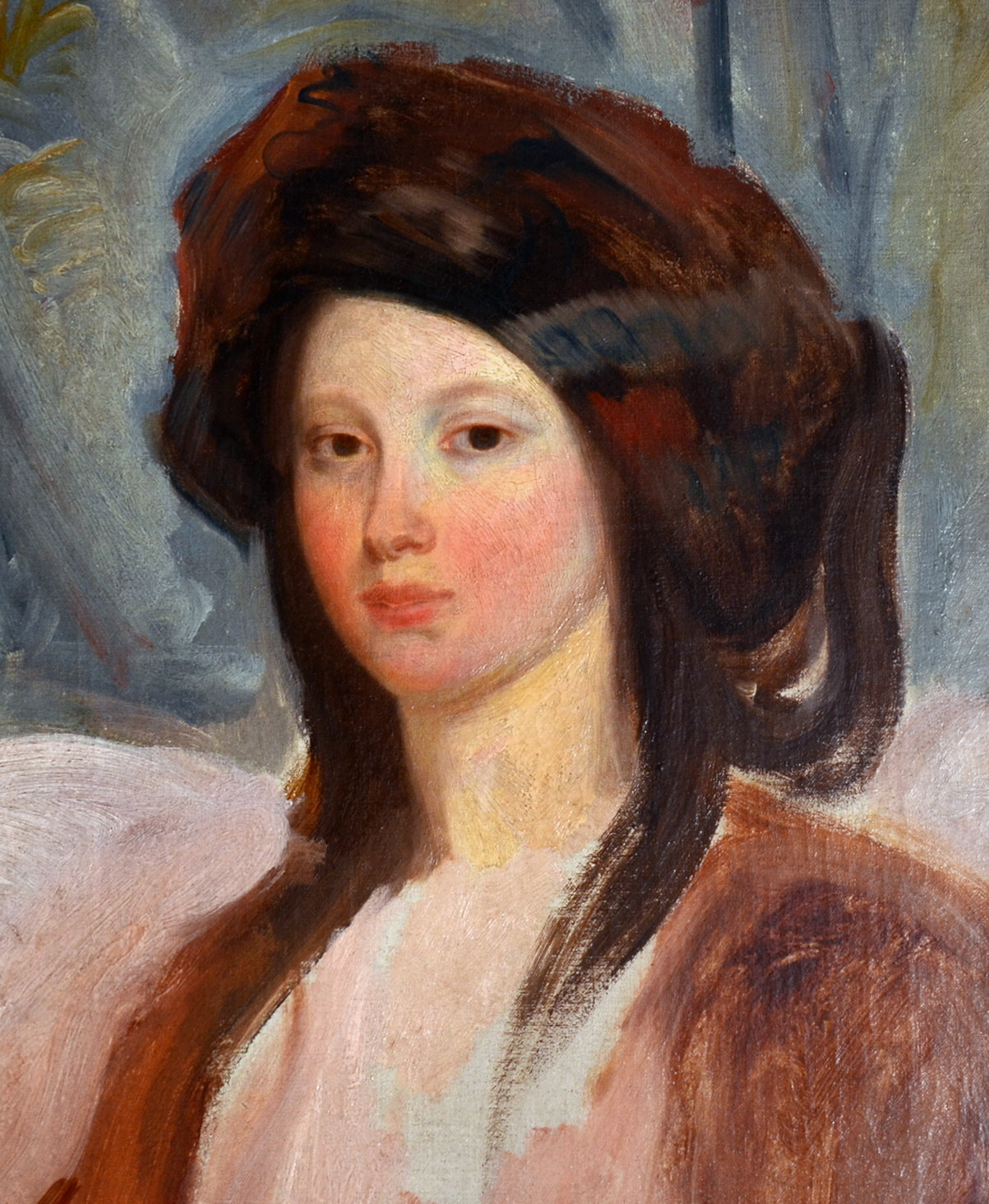
Жюльетта Друэ в роли княгини Негрони (художник Шарль Эмиль Калланд де Шаммартен)

После того, как пьеса «Король забавляется» была снята с репертуара после первого же представления и запрещена, Гюго в 1832-1833 годах пишет новую драму — «Лукреция Борджиа». Драму, ставшую для Гюго первым опытом создания пьесы в прозе, автор первоначально озаглавил «Ужин в Ферраре». Драматург работал над этой пьесой всего четырнадцать дней. Премьера «Лукреции Борджиа» состоялась в театре «Порт-Сен-Мартен» 2 февраля 1833 года и имела большой успех, который в значительной степени объяснялся запретом правительства многих произведений Гюго, обращением автора в суд и интересом общественности Парижа к его творчеству. Драма отличалась сценичностью, простотой композиции, лаконизмом действия, а Ж. Санд в одном из своих писем сравнивает мастерство Гюго в этой пьесе с античной трагедией. Действие драмы происходит в XVI веке в Италии, воспроизводя атмосферу и нравы времён Борджиа, однако сюжетный ход с материнством главной героини и её смертью от руки собственного сына являются вымыслом Гюго.
Во время подготовки к спектаклю «Лукреция Борджиа» произошла первая встреча Гюго с актрисой Жюльеттой Друэ, исполнившей роль княгини Негрони. Впоследствии актриса прекратила свою театральную карьеру ради Гюго и на протяжении почти 50 лет практически не разлучалась с ним. Жюльетта сопровождала Гюго в 1852 году в ссылку в Джерси, а затем в 1855 году в Гернси. Кроме этого, Жюльетта писала Гюго письма: на протяжении всей своей жизни она написала ему около двадцати двух тысяч писем.

## Сюжет
Пьеса разделена на три действия, причём два первых делятся каждое на две части.

## Персонажи
- Донна Лукреция Борджиа (в русском классическом переводе А. В. Фёдорова — Борджа)
- Дон Альфонсо д’Эсте
- Дженнаро
- Губетта
- Маффио Орсини
- Джеппо Ливеретто
- Дон Апостоло Газелла
- Асканио Петруччи
- Олоферно Вителлоццо
- Рустигелло
- Астольфо
- Княгиня Негрони
- Привратник
- Монахи
- Вельможи, пажи, стража

## Известные постановки
- В 1964-1965 годах режиссёр Дженни Бернар ставил драму Гюго «Лукреция Борджиа» в Театре дю Вьё-Коломбье, на Фестивале дю Марэ, в Великом римском театре города Лиона, на Фестивале де Монтобан и в Театре де Гелереи в городе Брюсселе.
- В 1979 году режиссёр Роджер Ханин ставил драму Гюго «Лукреция Борджиа» с участием актёров Магали Ноэль, Мишель Оклер, Дэвид Клер, Жан-Мари Галей.

## Влияние в мировой культуре

### Опера Доницетти
В 1833 году итальянский композитор Гаэтано Доницетти написал оперу «Лукреция Борджиа» на либретто Феличе Романи по этой драме Гюго. Она остаётся в репертуаре до сих пор. Сюжет оперы почти точно следует пьесе, лишь с некоторыми переменами и сокращениями: так, в оперу не вошли рассказываемые в нескольких местах пьесы истории о злодеяниях Борджиа (в том числе о гибели брата турецкого султана), персонаж Губетты лишён юмора, а сюжетные функции разных друзей Дженнаро переданы одному Орсини, ему же отдана песня Губетты в третьем действии; был введён хор убийц, заменивший герцога во второй части второго действия. Главное отличие оперы от драмы — финал: у Гюго Дженнаро убивает Лукрецию и только затем узнаёт, что она его мать; у Доницетти она открывается ему, он отказывается от убийства и умирает у неё на руках (в добавленном для парижской постановки 1840 года ариозо Дженнаро их примирение выражено значительно полнее). Существует два варианта концовки оперы: в более раннем Лукреция рассказывает всё супругу и умирает от отчаяния; в более позднем она просто падает на тело сына сразу после его смерти.
В 1840 году, когда опера впервые ставилась в Париже, Гюго заявил о нарушении своих авторских прав, и действие было перенесено в Турцию.

### Прочее
Считается, что пьеса Гюго явилась одним из главных образцов для Оскара Уайльда при создании его «Герцогини Падуанской».